# 第2空軍野戰師 (德國國防軍)
第2空軍野戰師（德語：2. Luftwaffen-Felddivision）是納粹德國國防軍空軍的一個空軍野戰師。該師於1942年9月組建。其成員由德國空軍地面人員冗餘組成。
該師組建後，於同年11月調往東線，此後一直在當地作戰。
該師最後因遭受重創而於1943年10月解散，其殘部歸入第6空軍野戰師。

## 註腳
1. 1 2  Mitcham（2007年）